# Conseil général d'Alger
1848–1962
Le conseil général d'Alger est l'assemblée délibérante de l'ancien département français de Alger, en Algérie française.

## Historique
En 1848, à sa création, le département comptait cinq arrondissements, puis six en 1873, eux-mêmes divisés en cantons représentaient par les conseillers généraux. En 1957, le département est divisé entrainant la création de trois départements supplémentaires.

## Liste des présidents
- 1860 : M. de Vaulx
- vers 1860 : Augustin de Vialar
- 1870 : François Gastu
- vers 1890 : Émile Broussais
- 1904 : Paul Robert[1]
- 1926-1937 : Jacques Duroux
- vers 1940 : Auguste Rencurel
- 1951-1952 : Henri Borgeaud
- 1953 : Marcel Belaïche[2]
- 1954 : Sayah Abdelkader [3]
- vers 1956 : Mohamed Aït-Ali [4]

## Les conseillers généraux
Voir la catégorie 

## Annexe